# Эмблема Комор
Герб (эмблема) Комор в центре имеет полумесяц так же как национальный флаг. Центральный элемент зелёный Орден Полумесяца, созданный 26 февраля в 1965 главой королевского дома на Коморских островах, в период французского колониализма. Этот полумесяц, расположен горизонтально и с рогами вверх (в геральдике называется езда). В рамках этого полумесяца располагаются четыре звезды. Полумесяц является традиционным символом ислама, а звёзды, как острова образующие архипелаг, а также белый и зелёный цвет государственного флага. Вокруг центра написано название государства на французском и арабском языках. Граница эмблемы состоит из двух оливковых ветвей, а внизу написан национальный девиз: «Единство, Правосудие, Прогресс» (фр. Unité - Justice - Progrès). Принят в октябре 1978 года. 

Герб Коморских Островов 1975-1978